# Petyr Diczew
Petyr Simeonow Diczew (bułg. Петър Симеонов Дичев; ur. 16 czerwca 1969 w Smolanie) – bułgarski narciarz alpejski, trzykrotny olimpijczyk.

## Osiągnięcia

### Igrzyska olimpijskie
| Miejsce | Dzień     | Rok  | Miejscowość | Konkurencja | Czas biegu  | Strata   | Zwycięzca            |
| ------- | --------- | ---- | ----------- | ----------- | ----------- | -------- | -------------------- |
| 37.     | 9 lutego  | 1992 | Albertville | Zjazd       | 2:01,21 min | +10,84 s | Patrick Ortlieb      |
| 22.     | 11 lutego | 1992 | Albertville | Kombinacja  | ?           | ?        | Josef Polig          |
| 30.     | 18 lutego | 1992 | Albertville | Gigant      | 2:16,38 min | +9,40 s  | Alberto Tomba        |
| 26.     | 22 lutego | 1992 | Albertville | Slalom      | 1:52,91 min | +8,52 s  | Finn Christian Jagge |
| 44.     | 13 lutego | 1994 | Lillehammer | Zjazd       | 1:51,07 min | +5,32 s  | Tommy Moe            |
| 26.     | 19 lutego | 1994 | Lillehammer | Kombinacja  | ?           | ?        | Lasse Kjus           |
| DNF1    | 27 lutego | 1994 | Lillehammer | Slalom      | -           | -        | Thomas Stangassinger |
| DNF2    | 21 lutego | 1998 | Nagano      | Slalom      | -           | -        | Hans Petter Buraas   |

### Mistrzostwa świata
| Miejsce | Dzień     | Rok  | Miejscowość   | Konkurencja | Czas biegu  | Strata   | Zwycięzca            |
| ------- | --------- | ---- | ------------- | ----------- | ----------- | -------- | -------------------- |
| 60.     | 13 lutego | 1996 | Sierra Nevada | Supergigant | 1:29,61 min | +7,81 s  | Atle Skårdal         |
| 30.     | 19 lutego | 1996 | Sierra Nevada | Kombinacja  | 3:48,89 min | +16,94 s | Marc Girardelli      |
| 28.     | 23 lutego | 1996 | Sierra Nevada | Gigant      | 2:16,07 min | +17,44 s | Alberto Tomba        |
| 24.     | 25 lutego | 1996 | Sierra Nevada | Slalom      | 1:54,15 min | +11,89 s | Alberto Tomba        |
| DNS     | 3 lutego  | 1997 | Sestriere     | Supergigant | -           | -        | Atle Skårdal         |
| DNF2    | 12 lutego | 1997 | Sestriere     | Gigant      | -           | -        | Michael von Grünigen |
| 27.     | 15 lutego | 1997 | Sestriere     | Slalom      | 2:04,50 min | +12,80 s | Tom Stiansen         |

### Mistrzostwa świata juniorów
| Miejsce | Dzień     | Rok  | Miejscowość        | Konkurencja | Czas biegu  | Strata   | Zwycięzca         |
| ------- | --------- | ---- | ------------------ | ----------- | ----------- | -------- | ----------------- |
| 41.     | 21 lutego | 1986 | Bad Kleinkirchheim | Gigant      | 2:37,65 min | +13,01 s | Konrad Ladstätter |
| 33.     | 23 lutego | 1986 | Bad Kleinkirchheim | Slalom      | 2:07,65 min | +13,84 s | Anders Lundqvist  |